# 테오도르 운데어아익

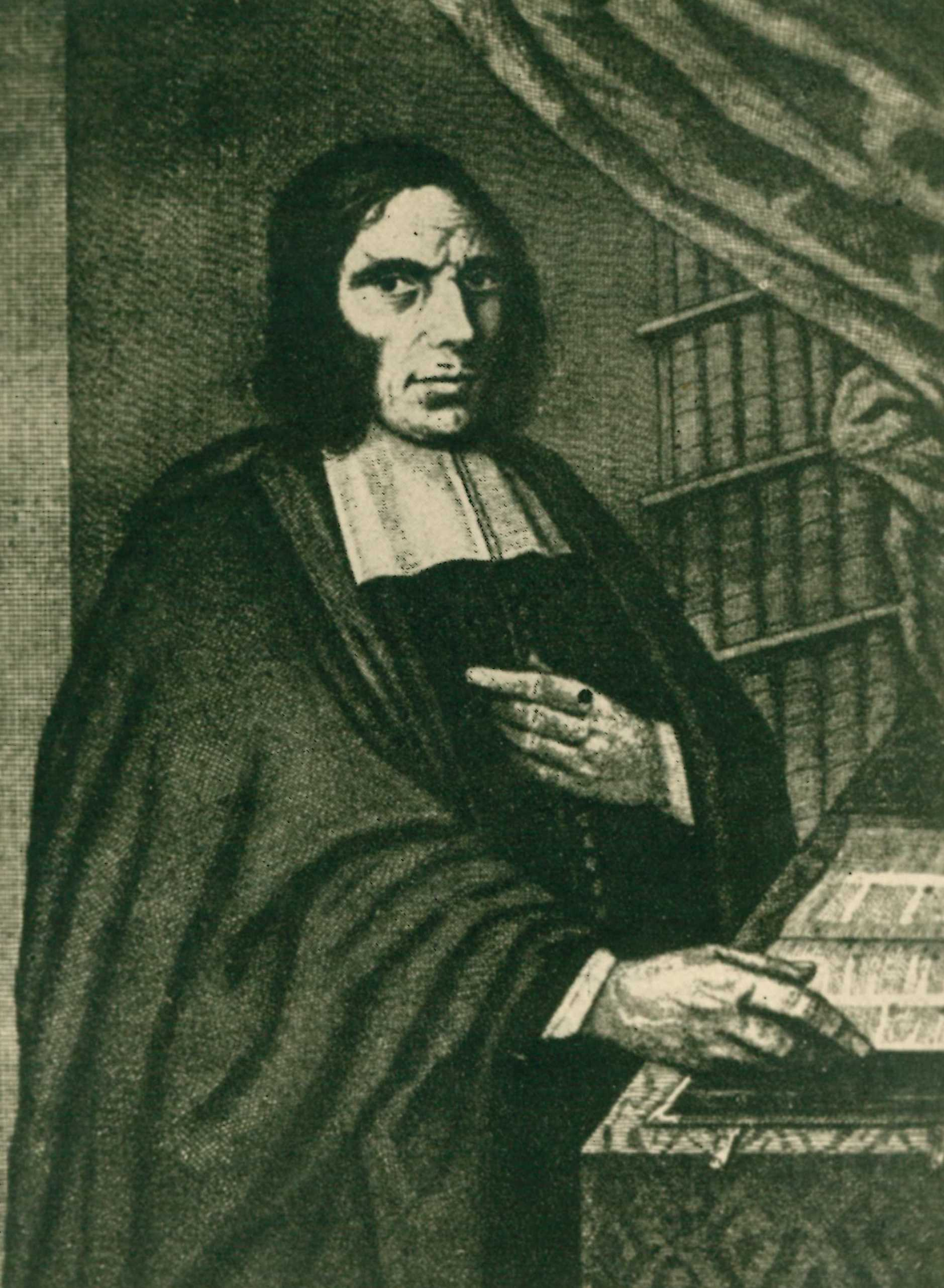

테오도르 운데어아익(Theodor Undereyck, 1635년 6월 15일 뒤스부르크에서 출생  - 1693년 1월 1일 브레멘에서 사망)은 독일 개혁 교회의 목회자이자 영적 작가이자 경건주의 지도자였다.

## 생애
테오도르 운데어아익은 사업가인 게하더르 운데어아익과 사라 니 살앵거의 아들로 1635년에 태어났다. 1636년 전염병으로 부모가 사망 한 후 그는 알스타덴 (Alstaden)의 삼촌 요한 운데어아익(Johann Undereyck)의 집에서 고아로 자랐다. 1653년부터 1658년까지 그는 뒤스부르크, 위트레흐트, 라이덴 등 개신교 신학을 수학했으며 그 중에 기스버트 보이티우스(Gisbert Voetius)와  요하네스 코케우스(Johannes Cocceius , 루드익 크로키우스의 학생임)도 함께 공부를 하였다. 그의 선생들은 부분적으로 서로 반대했지만 개혁주의 신학자들과 네덜란드 개혁교회회의 대표자들이었다. 특히 코케우스는 그를 언약신학적 사고의 방향으로 강하게 영향을 미쳤으므로 그는 또한 "코케우스주의의 큰 전문가"중 한 명으로 간주되었다. 보에에티우스는 청교도적인 삶의 방향과 기독교 계약사상의의 중요성에 강조하는 것에서 그에게 영향을 주었다. 운데어아익는 1658년부터 1659년까지 스위스, 프랑스 및 영국을 여행했다.
1660년 그는 뮐하임에 있는 개혁 교회의 목사가되었다. 1661년 그곳에서 그는 독일에서 최초의 경건주의 계약사상 언약도들 가운데 한 사람이 되었다. 1668년부터 그는 카셀에 있는 헤세드 백작 부인 (1623-1683)에게  협력 설교자였다. 1670년 그는 브레멘 (Bremen)의 마티니 (St. Martini) 공동체에서 수석목사가 되었고, 사망 할 때까지 그대로 남아있었다. 브레멘에서 개혁을 통한 성직자 사역의 초기 어려움에도 불구하고 그는 계속해서 경건주의의 돌파구를 도왔다. 그의 추종자 인 요아킴 네안더와 고넬료 드 하레 (그의 장례식 설교는 운데어아익에 대한 귀중한 전기 정보를 제공한다)가 번역되어 운데어아익의 작업을 계속했다. 운데어아익은 두 교리 문답과 평범한 교리 문답서를 포함하여 5권의 책을 출판했는데, 영어와 네덜란드 개혁신학의 사상을 영어로 말하는 독일어 독자들에게 전했다. 그는 무신론과의 싸움에 자신의 가장 광범위하고 깊이있는 글에 공헌하였다.

## 경건주의와 무신론
운데어아익으로 박사학위 논문을 쓴 주도홍 교수는 인본주의적 계몽주의가 경건주의와 함께 출현하는 시기에 30년 전쟁(1618-1648년)의 모습에서 신의 존재를 의심하기 시작했는데 이것이 무신론을 활성화하게 했다고 한다. 운데어아익은 교회의 바른 정체성을 진단하고자 <그리스도의 신부(1670)>, <할렐루야(1678)>, <평신도(1681)>, <어리석은 무신론자(1689)> 등 작품을 출판하였다. 운데어아익은 교회 내적 무신론자인 실천적·숨어있는·비밀스런 무신론을 추적하여 드러냈고, 이들을 어떻게 진정한 신앙인으로 변화시킬 것인가를 목회 주안점으로 삼았으며 이는‘습관화된 기독교’를 깨우는 영적 작업인 소그룹 경건모임을 주도했다.

## 작품
- Christi Braut/ Unter den Töchtern zu Laodicaea/ Das ist/ Ein hochnöthiger Tractat/ In diesen letzten Tagen. Darinnen Die lebendige Krafft des seeligmachenden Glaubens von allen Schmach=Reden der in dieser Zeit Christ=scheinender Spötter/ nicht nur auß H. Schrifft: sondern auch auß gleichlautenden Zeugnüssen der darin gottseelig erfahrnen und Gott gelährten Männern gereiniget und verthädiget wird. Hanau 1670; 2. Auflage Cassel 1697
- Wegweiser der Einfältigen zu den ersten Buchstaben des wahren Christentums, meistenteils nach der Ordnung der fünf Hauptstück Christlicher Religion. Bremen 1676
- Hallelujah/ Das ist/ GOTT in dem Sünder verkläret. Oder Des sünders Wanderstab zur Erkäntnüs/ Geniessung/ und Verklärung GOTTes/ alß des höchsten Gutes. Bremen 1678; 2. Auflage Herborn 1722; holländische Übers. 1684; dt. Auszug u.d.T: Eheliches Ja-Wort der gläubigen Seele. Hrsg. von Ch. Staehelin. Bern 1719; 2. Auflage Bern 1731
- Der Einfältige Christ/ Durch wahren Glauben mit Christo vereinigt/ und nach offt begangenem Mißbrauch/ zu dem rechten Gebrauch des H. Abendmahls/ daß Der Herr Jesus wird [...] mit Feuerflammen Rache üben/ über die so GOtt nicht erkennen/ und nicht gehorsam sind dem Euangelio unsers HErrn Jesu Christi/ 2. Thesal. 1,8 [...]. Bremen 1681; 2. Auflage Eschwege 1700
- Der Närrische Atheist/ Entdeckt und seiner Thorheit überzeuget/ In Zwey Theilen In dem Ersten/ Als ein solcher/ der da wissentlich willens und vorsetzlich/ ihme selbst und anderen/ die Gedancken/ welche sie von GOtt haben/ nehmen wil. In dem Zweyten/ Als ein solcher/ der da unwissend und ungemerckt/ auch unter dem Schein des wahren Christenthums/ ohne GOtt in der Welt lebet. Bremen 1689; 2. Auflage Bremen 1722; holländische Übersetzung Amsterdam 1702.

## 참고 문헌
- Do-Hong Jou(주도홍): Theodor Undereyck und die Anfänge des reformierten Pietismus. Brockmeyer, Bochum 1994
- Friedrich Wilhelm Cuno (1895), 〈Undereyck, Theodor〉, 《Allgemeine Deutsche Biographie》 (독일어) 39, Leipzig: Duncker & Humblot, 279–280쪽
- Werner Raupp: Undereyck, Theodor. In: Biographisch-Bibliographisches Kirchenlexikon (BBKL). Band 17, Herzberg 2000, ISBN 3-88309-080-8, Sp. 1439–1443.